# Ancylodactylus mathewsensis
Ancylodactylus mathewsensis — вид геконоподібних ящірок родини геконових (Gekkonidae). Ендемік Кенії. Описаний у 2022 році.

## Поширення і екологія
Ancylodactylus mathewsensis відомі з типової місцевості, розташованої в горах Метьюс, на висоті 1768 м над рівнем моря.